# Gatúnmeer
Het Gatúnmeer (Spaans: Lago Gatún) is een kunstmatig meer in Centraal-Panama. Dit meer heeft een oppervlakte van 425 km² en ligt in het bekken van het Panamakanaal tussen de Caribische sluizen en de rivier Chagres.

## Geschiedenis
Het Gatúnmeer werd aangelegd tussen 1907 en 1913 door aanleg van de Gatún-dam in de Chagres. Op dat moment was het Gatúnmeer het grootste kunstmatige meer en de Gatún-dam de grootste dam ter wereld.

## Eilanden
Door de aanleg van het Gatúnmeer werden verschillende heuveltoppen eilanden. Hiervan is Barro Colorado-eiland het bekendst als thuisbasis van het Smithsonian Tropical Research Institute.